# Помпея Триария
Вижте пояснителната страница за други личности с името Триария.
Помпея Триария или Помпония Триария (на латински: Pompeia Triaria; Pomponia Triaria) e знатна римлянка от 1 век.

## Биография
Произлиза от фамилията Помпеи (или Помпонии) – Юнии. Дъщеря е на Авъл Юний Руфин (консул 153 г.), който е брат на Марк Юний Руфин Сабиниан (консул 155 г.).
Омъжва се за Гай Еруций Клар (консул 170 г.), който е син на Секст Еруций Клар (консул 117 г. и 146 г.). Двамата имат син Гай Юлий Еруций Клар Вибиан (консул 193 г.). Вероятно имат още един син Помпоний Еруций Триарий, който е служил в Сирия.
Баба е на Гай Юлий Руфин Лаберий Фабиан Помпоний Триарий Еруций Клар Сосий Приск (Gaius Iulius Rufinus Laberius Fabianus Pomponius Triarius Erucius Clarus Sosius Priscus).